# Ragnar Rommetveit
Ragnar Rommetveit, född 11 juli 1924 på Stord i Hordaland, död 11 juni 2017, var en norsk professor emeritus i psykologi, kusin till teologerna Per och Inge Lønning. Han har varit central inom utvecklingen av socialpsykologisk rollteori. 
Rommetveit blev docent vid Universitetet i Oslo då han var 29 år gammal, och fem år senare blev han professor där. Han var en internationellt erkänd forskare inom språkpsykologi, och begreppet dialogism var viktigt i hans teorier. Detta rör sig om ett närmande till studiet av språk och lärande som har fokus på det sociala samspelet. Dessa teorier bygger särskilt på den ryske språkfilosofen och litteraturteoretikern Mikhail Bakhtin.
År 1990 utnämndes Rommetveit till hedersdoktor vid universitetet i Bergen.